# Alfeu Martha de Freitas
Alfeu Martha de Freitas, mais conhecido como Alfeu (Montenegro, 24 de agosto de 1936 — Sapucaia do Sul, 30 de abril de 2018) foi um futebolista brasileiro que atuava como atacante.
Irmão dos ex-jogadores Alcindo (Bugre Xucro) e Alcy Martha de Freitas (Kim), Alfeu nasceu em Montenegro, mas viveu em Sapucaia do Sul desde  a infância até os últimos dias. 
Alfeu foi um atacante técnico, de forte presença na área, habilidoso e goleador. Iniciou a carreira no CE Aimoré de São Leopoldo (RS). Em 1958 foi negociado com a Portuguesa de Desportos (SP). Depois da Lusa foi para o SC Internacional, onde jogou quatro temporadas e foi campeão gaúcho, em 1961. Ao deixar o clube foi para o EC São José (RS), jogou pouco tempo e no mesmo ano se transferiu para o San Lorenzo de Almagro. Em 1964, foi contratado pelo Grêmio, onde conquistou mais um título estadual. No ano seguinte foi para o SC Rio Grande, encerrando a carreira, em 1969. Nas duas últimas temporadas em que atuou no Rio Grande, acumulou a também função de treinador. 
Pela Seleção Brasileira disputou o Campeonato Pan-Americano de Futebol em 1960, atuando em cinco partidas. O Brasil foi representado por uma Seleção Gaúcha.

## Títulos
Internacional
- Campeonato Gaúcho: 1961

Seleção Brasileira
- Vice-Campeonato Pan-Americano de 1960